# Я убил
«Я убил» — рассказ Михаила Булгакова.
Впервые был опубликован в журнале «Медицинский работник» (№ 44, 45, 1926 г.). Затем в «Неделе» (№ 14, 1972 г.).

## Сюжет
Однажды в гостях заходит разговор о том, что врач-хирург, под ножом у которого умер пациент, не может назвать себя убийцей, и о том, что хирурга, убивающего пациента из пистолета, невозможно представить.
Доктор Яшвин возражает, рассказывает историю семилетней давности из своей жизни. Он был приказом откомандирован в войско Петлюры, отступавшего от города. За попытку саботажа при первом же затишье его должны были судить, и, скорее всего, расстрелять. Пока затишья не настало, он лечил обморозивших ноги солдат, слышал, как избивают пленных. Яшвина зовут лечить полковника Лещенко, раненого перочинным ножом одним из пленников. Пока доктор перевязывает полковника, врывается женщина, жена одного из расстрелянных, и успевает сделать выговор доктору за то, что он лечит этих людей. Женщине назначают 25 ударов шомполами. Нервы доктора не выдерживают, он убивает украинского полковника и благополучно сбегает.

## Персонажи
- Доктор Яшвин
- Доктор Плонский
- Рассказчик
- 2 гостя
- Солдаты армии Петлюры
- Полковник Лещенко
- Жена расстрелянного

## Реальные события
В феврале 1919 года Булгаков был мобилизован петлюровцами («синежупанниками»). По воспоминаниям жены Татьяны, его отправили с отрядом петлюровцев за город, и в ту же ночь он возвратился домой, причём из-за пережитого стресса заболел и несколько дней ему было трудно ходить. По его словам, при переходе по мосту через Днепр он отстал, спрятался за столб, и его не заметили. Вполне вероятно, что причиной столь сильного стресса могли быть и другие события, о которых писатель не стал сообщать жене и сестре Варваре.